# Mantequilla maître d'hôtel

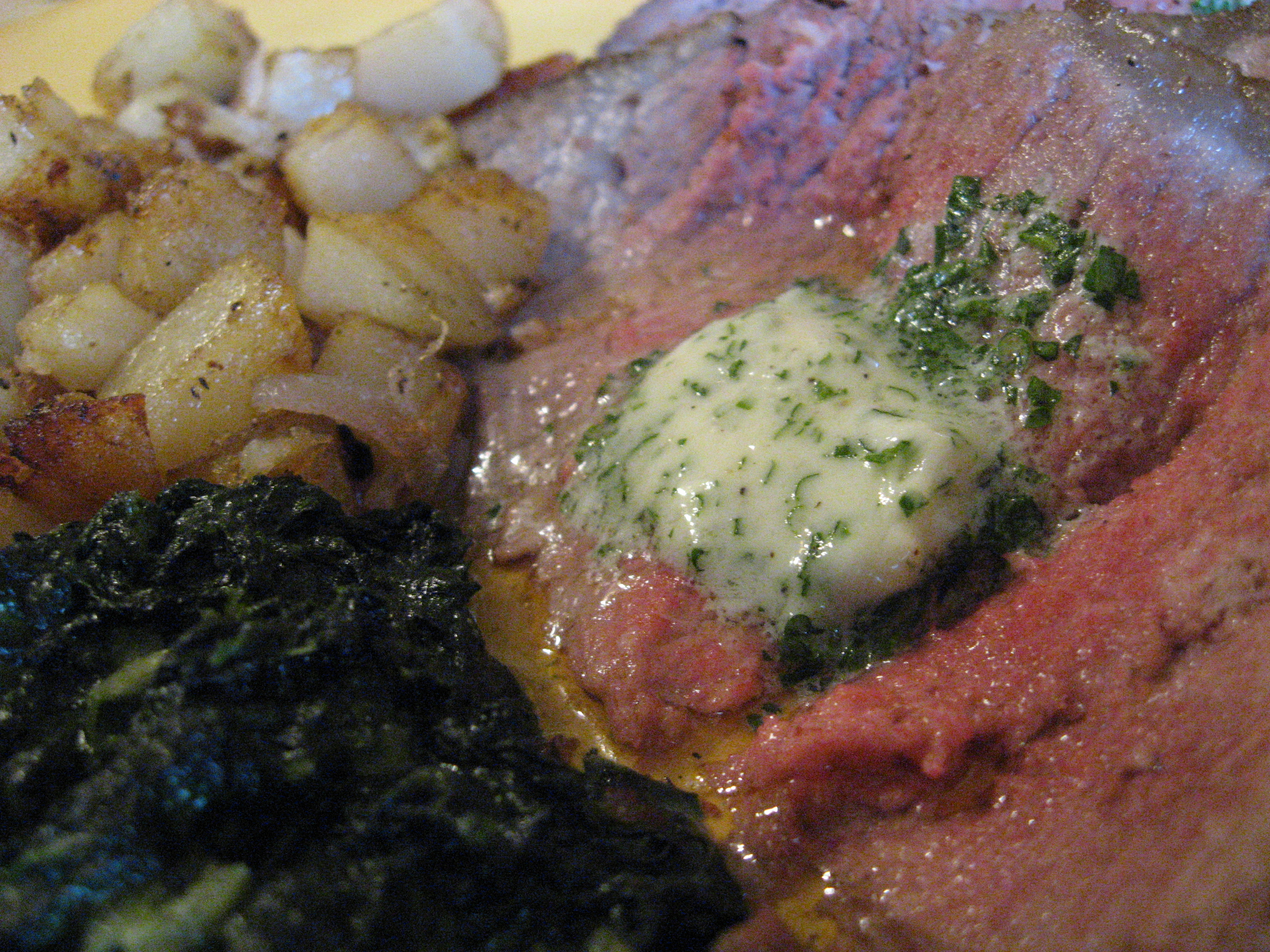
Corte de carne asada con mantequilla Maître d'Hôtel, papas y espinaca a la crema.

La mantequilla “maître d'hôtel”, es una mantequilla sazonada.  Se la utiliza en carnes (incluida la salsa chateaubriand), pescado, vegetales y otros platillos. Puede ser utilizada en reemplazo de una salsa, y puede resaltar mucho el sabor de un platillo. 

## Preparación
Ingredientes: mantequilla, perejil picado fino, zumo de limón, sal y pimienta.
En un recipiente se coloca la mantequilla, a temperatura ambiente, cortada en trozos. Se procede a agregar el perejil, y se bate hasta que queda de consistencia homogénea, finalmente se incorporan el zumo de limón, pimienta y sal, y se mezcla. 
La pasta así obtenida se deposita en un trozo de papel o un film plástico y se le da forma de cilindro de unos 6 cm de diámetro, y se lo guarda en el congelador durante cuatro horas.

## Uso
Se suele servir cortada en rodajas de 1 cm de espesor.
Esta mantequilla es muy adecuada para acompañar platos a base de cordero, pescado y carnes rojas.